# Roma Volley Club (femminile)
La Roma Volley Club è una società pallavolistica femminile italiana con sede a Roma: milita nel campionato di Serie A2.

## Storia
Il Volley Group Roma nasce nel 2013 come consorzio fra tre realtà pallavolistiche dell'area di Roma Sud: il Divino Amore, l'Associazione Polisportiva Palocco e l'Associazione Polisportiva San Paolo Ostiense.
Ereditando il titolo dal Divino Amore nella stagione 2013-14 partecipa al campionato di Serie B2: termina il campionato al secondo posto del proprio girone e accede ai play-off promozione dove viene eliminato in semifinale. Nella stagione successiva, grazie al ripescaggio, debutta in Serie B1. La permanenza nella categoria dura tuttavia solo una stagione: complice l'ultimo posto nel girone D, viene retrocesso in Serie B2.
Nella stagione 2015-16 chiude il proprio girone al primo posto, ottenendo la promozione in Serie B1. L'annata seguente, nonostante la retrocessione in Serie B2 a seguito del dodicesimo posto nel girone D, la squadra viene ripescata nuovamente in Serie B1.
Nell'estate 2018 acquista il titolo sportivo dal San Lazzaro, esordendo in Serie A2 per l'annata 2018-19: tuttavia la squadra retrocede immediatamente in Serie B1. Nell'estate 2019 nasce una collaborazione con la società maschile dell'APD Roma, facendo mutare alla società il nome in Roma Volley Club: nel contempo viene ripescata in serie cadetta per la stagione 2019-20 a seguito della mancata iscrizione di alcune squadre. Nella stagione 2020-21 si qualifica per la prima volta alla Coppa Italia di Serie A2, venendo eliminata ai quarti di finale.
Al termine del campionato 2020-21, grazie al primo posto nella pool promozione, viene promosso in Serie A1, categoria dove debutta nella stagione 2021-22: al termine della regular season, a seguito del penultimo posto in classifica, retrocede in Serie A2.
Nell'annata seguente vince la Coppa Italia di Serie A2, superando in finale la Millenium Brescia, e ottiene una nuova promozione in Serie A1; nel corso dell'annata 2023-24 esordisce in Coppa Italia, eliminata ai quarti di finale dalla Pro Victoria, mentre in quella successiva partecipa in qualità di organizzatrice alla WEVZA Cup, vincendola, qualificandosi così alla Challenge Cup , competizione che poi vince, battendo in finale il Chieri '76: a termine del campionato, a seguito del penultimo posto in classifica, retrocede in Serie A2.

## Rosa 2024-2025
| N° | Nome                | Ruolo | Data di nascita  | Nazionalità sportiva |
| -- | ------------------- | ----- | ---------------- | -------------------- |
| 1  | Claudia Provaroni   | S     | 14 maggio 1998   | Italia               |
| 2  | Wilma Salas         | S     | 9 marzo 1991     | Cuba                 |
| 5  | Michela Ciarrocchi  | C     | 16 dicembre 1999 | Italia               |
| 8  | Michela Rucli       | C     | 1º maggio 1996   | Italia               |
| 9  | Anna Adelusi        | O     | 10 giugno 2003   | Italia               |
| 10 | Luna Cicola         | L     | 15 gennaio 2004  | Italia               |
| 11 | Marie Schölzel      | C     | 1º agosto 1997   | Germania             |
| 13 | Giulia Melli        | S     | 8 gennaio 1998   | Italia               |
| 14 | Giorgia Zannoni     | L     | 11 febbraio 1998 | Italia               |
| 17 | Slađana Mirković    | P     | 7 ottobre 1995   | Serbia               |
| 18 | Gabriela Orvošová   | O     | 28 gennaio 2001  | Rep. Ceca            |
| 19 | Margherita Muzi     | P     | 25 gennaio 1994  | Italia               |
| 23 | Veronica Costantini | C     | 23 marzo 2003    | Italia               |

## Palmarès
- Coppa Italia di Serie A2: 1

2022-23
- Challenge Cup: 1

2024-25
- WEVZA Cup: 1

2024